# Invandrare och minoriteter
Invandrare & Minoriteter (I&M) var en svensk populärvetenskaplig tidskrift om migration och kulturmöten 1973–2012. Tidskriften grundades av David Schwarz, som var dess chefredaktör fram till 1996, varefter Nora Weintraub tog över. I&M gavs ut av den partipolitiskt och religiöst obundna stiftelsen Invandrare & Minoriteter.   Tidskriften stöddes finansiellt av Statens kulturråd, Forskningsrådet för Arbetsliv och Socialvetenskap (FAS) och Mångkulturellt Centrum.  
I&M nominerades till Årets kulturtidskrift 2008.  
Tidskriften lades ner 2012, på grund av minskad finansiering.